# Добров, Геннадий Михайлович (художник)
Генна́дий Миха́йлович Добро́в (до 1971 года — Гладунов) (9 сентября 1937, Омск — 15 марта 2011, Москва) — советский и российский художник. Народный художник Российской Федерации (2010). Член-корреспондент Российской академии художеств (2011).

## Биография
Геннадий родился в семье художников в Омске.
Отец — М. Ф. Гладунов — учил его рисовать с детских лет.
В 1951—1956 гг. учился в Московской средней художественной школе, с 1954 участвовал в художественных выставках. Учился в МГХИ им. Сурикова 1956 по 1962 годы.
На первом курсе Суриковского института Геннадий посещал кружок Матвея Алексеевича Доброва, превосходного офортиста, учившегося в Париже. В лице Матвея Алексеевича провинциальный юноша впервые увидел глубоко религиозного человека с врождёнными устоями морали и нравственности. Через 13 лет после его смерти, в память об учителе, художник, с разрешения родственников М. А. Доброва, взял его фамилию. Также на судьбу художника повлиял академик Евгений Адольфович Кибрик.
Геннадий работал в милиции (постовым на Белорусском вокзале в Москве), в приёмных отделениях больниц, на психоперевозках, художником в ООО «Арт-Ласта».
Скончался в Москве 15 марта 2011 года. Похоронен на Ваганьковском кладбище (15 уч.).

## Творчество
Первую большую графическую серию «Автографы войны» художник создаёт в 1970-х годах. Мастерски с натуры нарисованные портреты инвалидов принимают выставкомы, они указываются в каталогах, но их не выставляют в экспозиции.
Графический цикл «Листы скорби», задуманные ещё во время учёбы в Суриковском институте, стали главным детищем творчества Геннадия Доброва, состоящим из сотни графических листов в пяти сериях:
«Автографы войны» (портреты инвалидов Великой Отечественной войны, написанные в Валаамском доме инвалидов, Бахчисарае, Омске, на Сахалине, в Армении), «Реквием» (рисунки остатков фашистских концлагерей в Польше, Чехии и Германии), «Молитва о мире» (результат пяти поездок в воюющий Афганистан), «Международный терроризм» (последствия военных конфликтов в Чечне и Южной Осетии), «Душевнобольные России» (портреты, сделанные в психиатрических больницах разных регионов страны).
- 1974—1980 — Создание серии рисунков «Автографы войны».
- 1974 — Принят в Московский Союз художников.
- 1978—1981 — Работа в технике литографии, офорта. Живописные портреты.
- 1981—1982 — Создание картины «Прощальный взгляд».
- 1982—1986 — Работа над картиной «Бред преследования».
- 1989—2001 — Пять поездок в Афганистан. Создание серии «Молитва о мире».
- 1992—2006 — Работа над картиной «Воспоминания о коммуналке».
- 1994—2000 — Посещение бывших фашистских концлагерей. Серия «Реквием».
- 1999—2004 — Поездки в 124-ю лабораторию г. Ростова-на-Дону. Рисунки «Международный терроризм».
- 2002—2004 — Работа над графической серией «Душевнобольные России».
- 2004 — Две поездки в г. Грозный. Создание рисунков «Я любил этот город».
- 2008 — Поездка в Нью-Йорк на открытие персональной выставки «Зарисовки в память о жертвах Холокоста и их освободителях» в штаб-квартире ООН.
- 2008 — Выставка «Реквием» в Эндикотт-колледже в США (шт. Массачусетс).
- Сентябрь-октябрь 2008 — Поездка в разрушенный Цхинвал. Создание рисунков «Южно-Осетинская трагедия».

## Выставки
Участник 68 художественных выставок (московских, республиканских, всесоюзных, персональных и международных).
Имел более 350 публикаций и показов в СМИ.
Работы хранятся в Центральном музее Великой Отечественной войны 1941—1945 гг., в Центральном Историческом музее и в Музее капитуляции Карлсхорст (Берлин).

## Награды и звания
- 1987 — За серию «Автографы войны» награждён медалью «Борцу за мир».
- 1996 — Почётное звание «Заслуженный художник Российской Федерации»[4].
- 2003 — Почётное звание «Заслуженный деятель искусств Российской Федерации»[5].
- 2004 — Присуждён Диплом Академии художеств РФ за серию станковых рисунков из цикла «Листы скорби».
- 2007 — Избрание почётным членом Российской Академии Художеств.
- 2010 — Почётное звание «Народный художник Российской Федерации»[6][7].
- 2011 — Избрание членом-корреспондентом Российской Академии Художеств.

## Отзывы о творчестве Доброва
Дмитрий Лихачёв, академик, написал в 1989 году:

Ищут нетронутые уголки Земли жалостливые живописцы… Не ведая сострадания, оберегая собственные чувства, они обходят стороной трагедии и страдания людей. Исключений немного, скажем, творческий подвиг художника Геннадия Доброва…
Т. С. Никитина, критик: 

…Он брал вещи, которых другие даже боялись касаться, вещи, которые не только находились вне сферы искусства, но противолежали искусству; он брал страшное, увечное, почти безобразное, — и делал это бесстрашно, как хирург бесстрашно входит в палату с тяжелоранеными. Своим материалом он избрал человеческое страдание: судьбы инвалидов войны, жертв геноцида, нищету, обездоленность, безумие.

Он заглядывал в глаза немых, юродивых, безымянных, потерявших все, даже прошлое, в глаза стариков и детей, изувеченных войнами, — и видел в них величие и красоту, истинный масштаб человека, его суть, открывающуюся именно в громадности страдания.